# Volotovskij rajon
Il Volotovskij rajon (in russo Волотовский район?) è un rajon dell'Oblast' di Novgorod, nella Russia europea; il capoluogo è Volot. Istituito nel 1927, ricopre una superficie di 995,1 chilometri quadrati ed ospita una popolazione di circa 6.000 abitanti.